# Острикул
Острикул (пол. Ostrykół, нім. Ostrokollen) — село в Польщі, у гміні Простки Елцького повіту Вармінсько-Мазурського воєводства.
Населення — 219 осіб (2011).

## Демографія
Демографічна структура станом на 31 березня 2011 року:
|          | Загалом | Допрацездатний вік | Працездатний вік | Постпрацездатний вік |
| -------- | ------- | ------------------ | ---------------- | -------------------- |
| Чоловіки | 117     | 27                 | 77               | 13                   |
| Жінки    | 102     | 18                 | 61               | 23                   |
| Разом    | 219     | 45                 | 138              | 36                   |